# Euryops
Euryops es un género de plantas con flores perteneciente a la familia Asteraceae. Comprende 152 especies descritas y de estas, solo 98 aceptadas.

## Taxonomía
El género fue descrito por Alexandre Henri Gabriel de Cassini y publicado en Dictionnaire des Sciences Naturelles [Second edition] 16: 49. 1820.

## Especies aceptadas
A continuación se brinda un listado de las especies del género Euryops aceptadas hasta julio de 2012, ordenadas alfabéticamente. Para cada una se indica el nombre binomial seguido del autor, abreviado según las convenciones y usos.
1. Euryops abrotanifolius
2. Euryops acraeus
3. Euryops algoensis
4. Euryops annae
5. Euryops annuus
6. Euryops anthemoides
7. Euryops antinorii
8. Euryops arabicus
9. Euryops asparagoides
10. Euryops bolusii
11. Euryops brachypodus
12. Euryops brevilobus
13. Euryops brevipapposus
14. Euryops brevipes
15. Euryops brownei
16. Euryops calvescens
17. Euryops candollei
18. Euryops chrysanthemoides
19. Euryops ciliatus
20. Euryops cuneatus
21. Euryops dacrydioides
22. Euryops decipiens
23. Euryops decumbens
24. Euryops dentatus
25. Euryops discoideus
26. Euryops dregeanus
27. Euryops dyeri
28. Euryops elgonensis
29. Euryops empetrifolius
30. Euryops erectus
31. Euryops ericifolius
32. Euryops ericoides
33. Euryops euryopoides
34. Euryops evansii
35. Euryops floribundus
36. Euryops galpinii
37. Euryops gilfillanii
38. Euryops glutinosus
39. Euryops gracilipes
40. Euryops hebecarpus
41. Euryops hypnoides
42. Euryops imbricatus
43. Euryops indecorus
44. Euryops inops
45. Euryops integrifolius
46. Euryops jaberiana
47. Euryops jacksonii
48. Euryops lasiocladus
49. Euryops lateriflorus
50. Euryops latifolius
51. Euryops laxus
52. Euryops leiocarpus
53. Euryops linearis
54. Euryops linifolia
55. Euryops linifolius
56. Euryops longipes
57. Euryops marlothii
58. Euryops microphyllus
59. Euryops mirus
60. Euryops montanus
61. Euryops mucosus
62. Euryops muirii
63. Euryops multifidus
64. Euryops multiflorus
65. Euryops munitus
66. Euryops namaquensis
67. Euryops namibensis
68. Euryops nodosus
69. Euryops othonnoides
70. Euryops pectinatus
71. Euryops pedunculatus
72. Euryops petraeus
73. Euryops pinifolius
74. Euryops pinnatipartitus
75. Euryops pleiodontus
76. Euryops polytrichoides
77. Euryops prostratus
78. Euryops rehmannii
79. Euryops rosulatus
80. Euryops rupestris
81. Euryops serra
82. Euryops spathaceus
83. Euryops speciosissimus
84. Euryops subcarnosus
85. Euryops sulcatus
86. Euryops tagetoides
87. Euryops tenuilobus
88. Euryops tenuissimus
89. Euryops thunbergii
90. Euryops transvaalensis
91. Euryops trifidus
92. Euryops trilobus
93. Euryops tysonii
94. Euryops ursinoides
95. Euryops vimineus
96. Euryops virgatus
97. Euryops virgineus
98. Euryops wageneri
99. Euryops walterorum
100. Euryops zeyheri